# 市原市立清水谷小学校
市原市立清水谷小学校（いちはらしりつ しみずたにしょうがっこう）は、千葉県市原市ちはら台南にある公立小学校。文部科学省の学校コードはB112210004707、旧学校調査番号は121095。

## 概要
市原市北部のちはら台地区に位置する。千原台ニュータウンの開発によって設置された新設校である。ニュータウン内では市原市立水の江小学校に次いで2番目にできた小学校で、計画時の名称は「仮・千原台第二小学校」であった。ニュータウンのほぼ中央部に位置し、中央からやや西寄りを通学区域とする。隣の敷地が市原市立ちはら台南中学校となっているが、本校の通学区域には市原市立ちはら台西中学校の通学区域も含まれる。。過去には、児童数増加によって市原市立牧園小学校を分離した。そのほか通学児童の世帯別平均年収が市内で最も高い数値となっている。

## 沿革

### 概歴
市原市立水の江小学校の児童数増加により、1994年（平成6年）に同校より分離する形で、市原市立清水谷小学校として開校した。1996年（平成8年）には、児童数増加によって市原市立牧園小学校を分離している。2003年（平成15年）には、東日本学校吹奏楽大会フェスティバル部門ででヤマハ賞を受賞している。

### 年表
- 1994年（平成6年）4月1日 - 市原市立清水谷小学校開校[4]。
- 1995年（平成7年）7月24日 - プレハブ校舎増設[4]。
- 1996年（平成8年）4月1日 - 市原市立牧園小学校を分離[4]。
- 2003年（平成15年） - 音楽部が第3回東日本学校吹奏楽大会フェスティバル部門でヤマハ賞[5]。
- 2007年（平成17年） - グラウンド散水栓の設置工事が完了[6]。

## 校則

### 校章
緑は「永遠の生命のエネルギー」を、青は「自立心」を、小の文字の朱色は「情熱」を表している。緑の半円は水の江小学校からの分離を、中央の泉は校名の由来であるちはら台の際から湧き出る清冽な泉を意味しており、清水谷小学校が「この泉のごとくいつも新鮮で活気の溢れた学校であってほしい」との願いがこめられている。

### 校歌
校歌に関する情報は以下の通りである。
- 作詞：下村千秋
- 作曲：ないとうひろを

## 施設

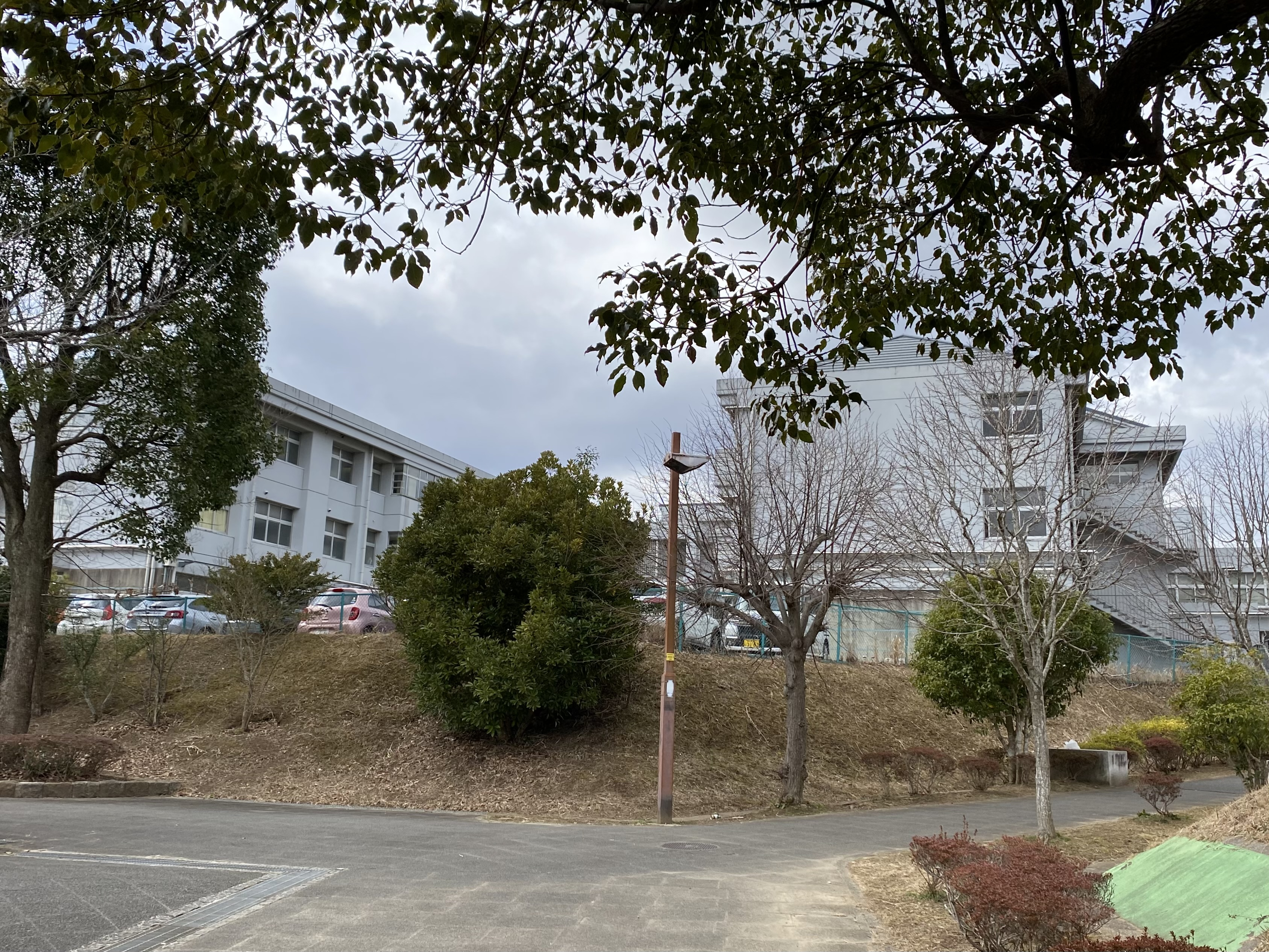
校舎

### 敷地
敷地の詳細は以下の通りである。
| 所在地     | 現地番     | 市原市ちはら台南5丁目2番地 |
| 所在地     | 旧地番     | 市原市番場454番地          |
| 敷地面積   | 敷地面積   | 22,944m2                   |
| 所有者     | 所有者     | 市原市                     |
| 用途地域   | 用途地域   | 第一種中高層住居専用地域   |
| 指定建蔽率 | 指定建蔽率 | 60%                        |
| 指定容積率 | 指定容積率 | 200%                       |
| 取得価格   | 取得価格   | 2,552,450,000円            |

### 建造物
敷地内の建物要構造物は以下の通りである。
| 棟番号 | 棟名称     | 構造 | 階数        | 延床面積   | 建築年 | 耐震情報 | 耐震情報   | 備考 |
| ------ | ---------- | ---- | ----------- | ---------- | ------ | -------- | ---------- | ---- |
| 001    | 校舎-2     | RC造 | 地上3階建て | 3,338.00m2 | 1994年 | 新耐震   | 耐震性あり |      |
| 002    | 校舎-1     | RC造 | 地上3階建て | 2,105.00m2 | 1994年 | 新耐震   | 耐震性あり |      |
| 003    | 体育館     | RC造 | 地上3階建て | 1,330.00m2 | 1994年 | 新耐震   | 耐震性あり |      |
| 004    | 校舎・園舎 | RC造 | 地上2階建て | 364.00m2   | 1994年 | 新耐震   | 耐震性あり |      |
| 005    | 体育館     | RC造 | 地上1階建て | 200.00m2   | 1994年 | 新耐震   | 耐震性あり |      |
| 006    | 倉庫・物置 | S造  | 地上1階建て | 31.00m2    | 1995年 | -        | -          |      |
| 007    | 倉庫・物置 | S造  | 地上1階建て | 26.00m2    | 1999年 | -        | -          |      |
| 008    | 倉庫・物置 | S造  | 地上1階建て | 26.00m2    | 2003年 | -        | -          |      |
| 009    | 倉庫・物置 | S造  | 地上1階建て | 6.00m2     | 2006年 | -        | -          |      |

### 併設
- 清水谷小学校児童クラブ（学童保育）

## 規模
2022年（令和4年）4月1日現在の学校規模は以下の通りである。
| 児童数       | 546名    |
| 学級数       | 23学級   |
| 通学区域面積 | 1.073km2 |
| 通学区域人口 | 7,977人  |

### 推移
各年度4月1日若しくは5月1日時点の校規模の推移は以下の通りである。
| 年度                   | 児童数 | 学級数 | 備考                           |
| ---------------------- | ------ | ------ | ------------------------------ |
| 1994年度（平成6年度）  | 745名  | 23学級 |                                |
| 1995年度（平成7年度）  | 917名  | 26学級 | 年度途中で学級増設して28学級に |
| 1996年度（平成8年度）  | 874名  | 24学級 | 市原市立牧園小学校を分離       |
| 1997年度（平成9年度）  | 861名  | 23学級 |                                |
| 1998年度（平成10年度） | 887名  | 24学級 | 初めて400名を下回る。          |
| 1999年度（平成11年度） | 846名  | 24学級 |                                |
| 2000年度（平成12年度） | 798名  | 21学級 |                                |
| 2001年度（平成13年度） | 798名  | 21学級 |                                |
| 2002年度（平成14年度） | 661名  | 19学級 |                                |
| 2003年度（平成15年度） | 636名  | 19学級 |                                |
| 2004年度（平成16年度） | 600名  | 18学級 |                                |
| 2005年度（平成17年度） | 560名  | 17学級 |                                |
| 2006年度（平成18年度） | 531名  | 17学級 |                                |
| 2007年度（平成19年度） | 502名  | 17学級 |                                |
| 2008年度（平成20年度） | 476名  | 16学級 |                                |
| 2009年度（平成21年度） | 480名  | 17学級 |                                |
| 2010年度（平成22年度） | 470名  | 17学級 |                                |
| 2011年度（平成23年度） | 457名  | 16学級 |                                |
| 2012年度（平成24年度） | 460名  | 18学級 |                                |
| 2013年度（平成25年度） | 476名  | 18学級 |                                |
| 2014年度（平成26年度） | 511名  | 19学級 |                                |
| 2015年度（平成27年度） | 560名  | 20学級 |                                |
| 2016年度（平成28年度） | 577名  | 21学級 |                                |
| 2017年度（平成29年度） | 607名  | 22学級 |                                |
| 2018年度（平成30年度） | 633名  | 23学級 |                                |
| 2019年度（平成31年度） | 636名  | 23学級 |                                |
| 2020年度（令和2年度）  | 611名  | 22学級 |                                |
| 2021年度（令和3年度）  | 585名  | 22学級 |                                |
| 2022年度（令和4年度）  | 546名  | 21学級 |                                |
| 2023年度（令和5年度）  | 485名  | 19学級 |                                |

## 年間行事
主な行事は以下の通りである。
- 4月 - 入学式、1年生を迎える会
- 5月 - 運動会
- 10月 - 5年宿泊学習（千葉市方面）
- 11月 - 6年修学旅行（鎌倉・箱根方面）
- 1月 - 席書会
- 3月 - 児童会選挙、6年生を送る会

## 通学区域
- ちはら台南3 - 6丁目の全域
- ちはら台西6丁目の一部

## 通学区域内施設
- 市原市立ちはら台南中学校
- ちはら台幼稚園
- 帝京平成短期大学ちはら台キャンパス
- 市原ちはら台郵便局
- スーパービバホームちはら台店
- せんどうちはら台店
- ちはら台整形外科
- 清水谷公園
- 皐月公園
- 水無月公園
- 文月公園

## 中学校区
1994年度 - 2010年度
- 市原市立ちはら台南中学校

2011年度 -
- 市原市立ちはら台南中学校
- 市原市立ちはら台西中学校

## 隣接小学校区
- 市原市立市東第一小学校
- 市原市立水の江小学校
- 市原市立牧園小学校
- 千葉市立椎名小学校

## アクセス
- ちはら台駅から徒歩23分
- 小湊鐵道バス（鎌01系統、五04系統）・千葉中央バス（ちはら台線）
  - 「ちはら台中央」で下車後、徒歩4分

## 出身有名人
- 小島瑠璃子（タレント、モデル）
- 工藤浩平（サッカー選手）